# Arnaud Leroy
Arnaud Leroy est un homme politique français, né le 23 avril 1976 à Lille.
Militant des Verts jusqu'en 2005, il rejoint le Parti socialiste et est élu député lors des élections législatives de 2012 dans la cinquième circonscription des Français établis hors de France (Espagne, Portugal, Monaco, Andorre). Soutien d'Emmanuel Macron, il est son porte-parole pendant sa campagne présidentielle et chargé d'élaborer son programme énergétique. Il ne se représente pas aux législatives de 2017 et intègre le conseil d'administration de La République en marche, sa direction collégiale puis son bureau exécutif.
Il est président du conseil d’administration de l’Agence de l'environnement et de la maîtrise de l'énergie (ADEME) de 2018 à 2022.

## Biographie
Né en 1976 à Lille, Arnaud Leroy a un père ouvrier et une mère employée. Il a une sœur. Il réalise des études supérieures en droit et se spécialise dans le droit maritime.
Arnaud Leroy milite tout d'abord au sein des Verts. Il devient collaborateur de Gérard Onesta au Parlement européen, puis comme secrétaire général des Verts français membre de ce parlement. Il quitte ce parti en 2005 après le débat sur le traité établissant une Constitution pour l'Europe, pour lequel il vote oui. Il rejoint alors le Parti socialiste.
Il se porte en fin d'année 2010 candidat du PS pour les élections législatives de 2012 dans la cinquième circonscription des Français établis hors de France. Le 17 juin 2012, Arnaud Leroy est élu au deuxième tour député de cette circonscription avec 52,7 % des voix contre son adversaire UMP Laurence Saillet. À l'Assemblée nationale, il figure dans la commission des affaires européennes et est secrétaire de la commission du développement durable. Il est à l'époque considéré comme proche d'Arnaud Montebourg,.
Il est candidat, en tant que tête de liste, aux élections municipales 2014 dans la commune d'Andernos-les-Bains, en Gironde, où il réside alors. Il obtient 9,76% des suffrages.
En décembre 2015, il figure sur la liste socialiste de Gironde pour les élections régionales en Aquitaine-Limousin-Poitou-Charentes. Au deuxième tour, la liste menée par Alain Rousset s'impose. En Gironde, les 28 premiers candidats de la liste majoritaire sont élus. Arnaud Leroy, 29e, ne fait donc pas partie du nouveau conseil régional. 
Il soutient Emmanuel Macron pour l'élection présidentielle de 2017 et s'engage dans le mouvement En marche !. Chargé d’élaborer le programme énergétique du candidat, il est pendant la campagne présidentielle l'un des porte-parole d'En marche !, puis l'un des membres du conseil d'administration de La République en marche et membre de la direction collégiale jusqu'en novembre 2017, puis membre du bureau exécutif,.
En février 2018, il fait son entrée au conseil d’administration de l'Agence de l'environnement et de la maîtrise de l'énergie (ADEME) puis devient président de l'agence en remplacement de Bruno Léchevin dont le mandat est arrivé à expiration. Son salaire annuel se compose d’un fixe de 130 000 euros brut et d’un variable pouvant atteindre 26 000 euros. Il quitte le poste au printemps 2022 pour rejoindre l'entreprise Sphere comme directeur du développement durable,. 
Emmanuel Macron l’élève au grade d’officier de la Légion d’honneur en 2020.

## Mandat échu
- Député de la cinquième circonscription des Français établis hors de France de 2012 à 2017.